# Chiriquílövletare
Chiriquílövletare (Automolus exsertus) är en fågelart i familjen ugnfåglar inom ordningen tättingar.

## Utbredning och systematik
Fågeln förekommer utmed Stillahavssluttningen från sydvästra Costa Rica till västra Panama (Chiriquí). Den betraktades tidigare som underart till gulstrupig lövletare (Automolus ochrolaemus), men urskiljs sedan 2018 som egen art.

## Status
Arten har ett begränsat utbredningsområde, men beståndet anses vara stabilt. IUCN kategoriserar den som livskraftig. Världspopulationen uppskattas till mellan 20 000 och 50 000 vuxna individer.